# GayVN Awards 2006
I premi della 8ª edizione dei GayVN Awards, premi dedicati alla pornografia gay, sono stati consegnati l'9 marzo 2006.

## Best Actor
- Johnny Hazzard - Wrong Side of the Tracks (Rascal Video)
- Rod Barry - Thirst (Adonis Pictures)
- Brad Benton - Dirty Little Sins (Red Devil Entertainment)
- Pierre Fitch - Through the Woods (Falcon Studios)
- Junito - Wet Dreamz of Genie  (Liquid Dreamz)
- Michael Lucas - Dangerous Liaisons (Lucas Entertainment)
- Gus Mattox - Dangerous Liaisons (Lucas Entertainment)
- Brad Patton - Beyond Perfect (Buckshot Productions)
- Bryce Pierce - 110° in Tucson (Titan Media)
- Colby Taylor - Getting It in the End (Jocks Studios)

## Best Actor – Foreign Release
- Lukas Ridgeston - Lukas in Love (Bel Ami)
- Claudio Antonelli - Empire of Caesar (All Worlds Video)
- Robin Hyde - RentBoy (Eurocreme)
- Johnny Huzosh - Firestarter (Studio 2000 International)
- Ricky Martinez - Decameron (Lucas Kazan Productions)

## Best All-Sex Video
- Heaven to Hell (Falcon Studios)
- Arabesque (Raging Stallion Studios)
- Cirque Noir (Titan Media)
- Gale Force: Mens Room II (Titan Media)
- Hell Room (MSR Videos)
- Manville: The City of Men (Kristen Bjorn Video/Sarava Productions)
- Owen Hawk: Unleashed (Dark Alley Media)
- The Red and the Black (Raging Stallion Studios)
- Skuff 3 (Hot House Video)
- Wide Strokes (Colt Studio)

## Best Alternative Release
- Sex/Life in L.A. 2: Cycles of Porn (TLA Releasing)
- Dieux du Stade: The Making of the Calendar 2006 (Musicrama)
- eXposed: The Making of a Legend (Buckshot Productions/TLA Releasing)
- The Hole: Special Edit (Jet Set Productions/TLA Releasing)
- Paradise Exposed (Raging Stallion Studios)
- Spunk'd: The Complete First Load (Mondo Homo/Strand Releasing)

## Best Amateur Video
- Straight College Men Volume 23 (Straight College Men)
- The Bait Bus (Bang Brothers)
- Dorm Life 7: Hot & Creamy (CocoDorm/Flava Men)
- Hard Corps 2 (Active Duty)
- School's Out 2 (CuteBoy Videos)
- Wankers (Amateur Straight Guys)

## Best Art Direction
- Heaven to Hell (Falcon Studios)
- AMG Resurrection: A New Beginning (AMG - Athletic Model Guild)
- Arabesque (Raging Stallion Studios)
- Cirque Noir (Titan Media)
- Dangerous Liaisons (Lucas Entertainment)
- Empire of Caesar (Diamond Pictures/All Worlds Video)
- Wet Dreamz of Genie (Liquid Dreamz)

## Best Bisexual Video
- Bi Bi American Pie 4 (Macho Man)
- Bi Scream (Heatwave)
- Bisexual Baptism (Spanky's Boys)
- Bisexual Healing (Evolution Erotica)
- Lost Bi Way (Macho Man)

## Best Classic DVD
- That Boy: Special Edition (Gorilla Factory Productions)
- Adam & Yves (Bijou Video/Hand-in-Hand Films)
- Big Guns: Original Ending (Catalina Video)
- Orgy (Spunk Video)
- Sgt. Swann's Private Files (Seabag Productions/All Worlds Video)
- The Traveling Journeyman (AVI/Cadinot/French Art)

## Best Director
- Chi Chi LaRue - Wrong Side of the Tracks (Rascal Video)
- Jett Blakk - Dirty Little Sins (Red Devil Entertainment)
- Jerry Douglas - Beyond Perfect (Buckshot Productions)
- Joe Gage - 110° in Tucson (Titan Media)
- Lucas Kazan – Decameron (Lucas Kazan Productions)
- Michael Lucas - Dangerous Liaisons (Lucas Entertainment)
- Brian Mills - Cirque Noir (Titan Media)
- Steven Scarborough - The Missing (Hot House Video)
- Thor Stephans - The Paramedics (All Worlds Video)
- Chris Ward - Arabesque (Raging Stallion Studios)
- Kristofer Weston - LeatherBound (Buckshot Productions)
- Michael Zen - Thirst (Adonis Pictures)

## Best DVD Extras/Special Edition
- Dangerous Liaisons (Lucas Entertainment)
- Arabesque (Raging Stallion Studios)
- Cirque Noir (Titan Media)
- Heaven to Hell (Falcon Studios)
- Wet Palms: Season 1, Episodes 7-9 (Jet Set Productions)

## Best Editing
- CH - Wrong Side of the Tracks (Rascal Video)
- Tony DiMarco - Dangerous Liaisons (Lucas Entertainment)
- Junito - Wet Dreamz of Genie (Liquid Dreamz)
- Egisto Mastroianni – Decameron (Lucas Kazan Productions)
- Mr. Pam - LeatherBound (Buckshot Productions)
- James Sheridan and Kawai - Cirque Noir (Titan Media)
- Phil St. John - Czeski Friends (Euros Films)
- Garcia Stevenson - Heaven to Hell (Falcon Studios)
- Hank Toet - AMG Resurrection: A New Beginning (Athletic Model Guild)
- Chris Ward - Arabesque Raging (Stallion Studios)

## Best Ethnic-Themed Video
- Lights & Darks (Electro Video)
- Black Manhole (Big City Video/All Worlds Video)
- Bustin' Out (Jackrabbit Releasing)
- Dorm Life 7: Hot & Creamy (CocoDorm/FlavaMen)
- Hush (Thai Twink Productions)

## Best Ethnic-Themed Video - Latin
- Passport to Paradise (Raging Stallion Studios)
- The Adventures of Enrico Vega (Enrico Vega Productions)
- Los Baños Latinos (All Worlds Video)
- Peeping Juan (Latino Fan Club)
- Wet Dreamz of Genie (Liquid Dreamz)

## Best Foreign Release
- Lukas in Love (Bel Ami)
- Empire of Caesar (Diamond Pictures/All Worlds Video)
- Firestarter (Studio 2000 International)
- Hangar (Sarava Productions)
- Love and Lust (Lucas Kazan Productions/Sarava Productions)
- Manville (Kristen Bjorn Video/Sarava Productions)
- RentBoy (Eurocreme)
- Score! (High Octane)
- Sex Lair (Mercury Releasing/Wurstfilm)
- Surf Shack (Pistol Media)

## Best Group Scene
- Arabesque - Marketplace Orgy (Raging Stallion Studios)
- Beyond Perfect - Sex Club (Buckshot Productions)
- Manhattan Heat - Wilfried Knight, Erik Grant, Michael Lucas, J. (Lucas Entertainment)
- Heaven to Hell - Full Cast Final Orgy (Falcon Studios)
- Gale Force: Mens Room II - Gus Mattox, Blu Kennedy, Jacob Slader, Nick Parker, Justin Gemini (Titan Media)
- Manville - Max Veneziano, Jason Kingsley, Matthieu Costa, Marcello Lars (Kristen Bjorn Video/Sarava Productions)
- Owen Hawk: Unleashed - Owen Hawk, Asoka, Felipe Carson, Brock Webster, Jason Tiya (Dark Alley Media)

## Best Leather Video
- The Missing (Hot House Video)
- LeatherBound (Buckshot Productions)
- Prowl 4: Back with a Vengeance (MSR Videos)
- The Red and the Black (Raging Stallion Studios)
- Owen Hawk: Unleashed (Dark Alley Media)

## Best Marketing Campaign
- LeatherBound (Buckshot Productions)
- Big Muscle (Titan Media)
- Cross Country (Falcon Studios)
- Dangerous Liaisons (Lucas Entertainment)
- Passport to Paradise (Raging Stallion Studios)
- Wet Palms: Season 1, Episodes 7-9 (Jet Set Productions)
- Wrong Side of the Tracks (Rascal Video)

## Best Music
- J.D. Slater - Arabesque (Raging Stallion Studios)
- Boy George/Twin - Manhattan Heat (Lucas Entertainment)
- Junito - Wet Dreamz of Genie (Liquid Dreamz)
- Andrea Ruscelli - Decameron (Lucas Kazan Productions)
- Mark Weigle - 110° in Tucson (Titan Media)

## Best Newcomer
- Roman Heart
- Benjamin Bradley
- Tober Brandt
- Jake Deckard
- Alex Fuerte
- Derrick Hanson
- Huessein
- Andy Kirra
- Pete Ross
- François Sagat
- Jason Tiya
- Chris Wide

## Best Non-Sex Performance
- Joe Gage - Beyond Perfect (Buckshot Productions)
- Andrew Addams - Dirty Little Sins (Red Devil Entertainment)
- Fay Dubois - Raw 2 (All Worlds Video)
- Chi Chi LaRue - Wicked (Rascal Video)
- Lana Luster - The Paramedics (All Worlds Video)
- Christina Monet - Desperate Husbands (All Worlds Video)
- Sister Roma - Wet Palms: Season 1, Episodes 7-9 (Jet Set Productions)

## Best Oral Scene
- Tag Adams, Jacob Slader, Jason Crew e Jagger - Bang Bang! (Mustang)
- Enrico Vega e Ray Grande - Adventures of Enrico Vega (Enrico Vega Prod.)
- Ken Mack e Damon DeMarco - Alabama Takedown (Titan Media)
- Janeiro e Scarface - Cuckoo for Cocoa Cocks Part 2 (Latino Fan Club)
- Kyle Lewis, Stetson Gable e Jonathan West - The Paramedics (All Worlds)
- Nino Bacci e Andy Kirra - Thirst (Adonis Pictures)
- Jacob Slader e Joey Jay - Wrong Side of the Tracks (Rascal Video)

## Best Packaging
- Gale Force: Mens Room II (Titan Media)
- Arabesque (Raging Stallion Studios)
- Cross Country (Falcon Studios)
- Dangerous Liaisons (Lucas Entertainment)
- Desperate Husbands (All Worlds Video)
- Köllide (Rascal Video)
- LeatherBound (Buckshot Productions)
- Muscle Bear Hotel (Butch Bear)
- Skuff 3 (Hot House Video)
- Thirst (Adonis Pictures)
- Through the Woods (Falcon Studios)
- Wrong Side of the Tracks (Rascal Video)

## Best Pro/Am Release
- Michael Lucas' Auditions: Vol. 4 (Lucas Entertainment)
- A+ (Bel Ami)
- ManPlay (MP 021) (Titan Media)
- Str8 Off the Base 1 (All Worlds Video)
- Stud Wood 3 (Pat & Sam)

## Best Screenplay
- Tony DiMarco - Dangerous Liaisons (Lucas Entertainment)
- Jett Blakk - Dirty Little Sins (Red Devil Entertainment)
- John Bruno - CSI: Cock Scene Investigators (Massive Studio)
- Jerry Douglas - Beyond Perfect (Buckshot Productions)
- Joe Gage - Alabama Takedown (Titan Media)
- Doug Jeffries - Wicked (Rascal Video)
- Doug Jeffries e Chi Chi LaRue - Wrong Side of the Tracks (Rascal Video)
- Junito - Wet Dreamz of Genie (Liquid Dreamz)
- Coco LaChine - Desperate Husbands (All Worlds Video)
- Jack Shamama e Michael Stabile - Wet Palms: Season 1, Ep. 7-9 (Jet Set)
- Chris Steele - Through the Woods (Falcon Studios)
- Thor Stephans - The Paramedics (All Worlds Video)

## Best Sex Comedy
- Wet Dreamz of Genie (Liquid Dreamz)
- Desperate Husbands (All Worlds Video)
- The Paramedics (All Worlds Video)
- Through the Woods (Falcon Studios)
- Wet Palms: Season 1, Episodes 7-9 (Jet Set Productions)
- Wicked (Rascal Video)

## Best Sex Scene (Duo)
- Johnny Hazzard e Tyler Riggz - Wrong Side of the Tracks (Rascal Video)
- Spencer Quest e Luke Pearson - 110° in Tucson (Titan Media)
- Huessein e François Sagat – Arabesque (Raging Stallion Studios)
- Jason Kingsley e Brad Patton - Beyond Perfect (Buckshot Productions)
- Troy Punk e Ty Hudson - Dirty Little Sins (Red Devil Entertainment)
- Matthew Rush e Erik Rhodes - Heaven to Hell (Falcon Studios)
- Tommy Ritter e Jake Samms - Lights & Darks (Electro Video)
- Mario Cruz e Leon - Los Baños Latinos (All Worlds Video)
- Wilfried Knight e Árpád Miklós - Manhattan Heat (Lucas Entertainment)
- Edu Boxer e Manu Maltes - Michael Lucas' Auditions: Vol. 4 (Lucas Ent.)
- Alex Collack e Shane Rollins - Ram Tough (Hot House Video)
- Brad Benton e Bobby Williams - Running Wild (Adonis Pictures)
- Brent Everett e Roman Heart - Super Soaked (Jocks Studios)
- Pierre Fitch e Gus Mattox - Through the Woods (Falcon Studios)
- Rod Barry e Jason Adonis - Wet Palms: Season 1, Episodes 6-8 (Jet Set)

## Best Solo Performance
- Johnny Hazzard - Wrong Side of the Tracks (Rascal Video)
- Leon - Decameron (Lucas Kazan Productions)
- Miguel Leonn - Passport to Paradise (Raging Stallion Studios)
- Niko - In the Jeans (Studio 2000)
- Mike Roberts - A Matter of Size 2 (Huge Video)
- Sean Wade - Twink Juice (Helix Studios)

## Best Solo Video
- Minuteman 23 (Colt Studio)
- Citi Boyz 38: Hot Bods, Hard Rods (Citi Boyz Video)
- Fratboy Sam (Fratmen.com)
- Neighborhood 6-Pack Vol. 5 (Next Door Male)
- Str8 Shots II (Rascal Video)

## Best Specialty Release
- Face Fuckers (Evil Angel)
- Bugs & Drugs  (Tropixxx)
- Buster's Rubber Romp (Grey Rose Productions)
- Daddy Hunt: Volume One (Pantheon Productions)
- The Extreme Boyz Chronicles Volume IV (Extreme Boyz)
- Smoked Chicken (Bonerama/Saggerz Skaterz)
- Ticklicious Twinks (Cute Boy Video)
- Way Below the Belt (Pacific Sun Entertainment)

## Best Specialty Release (Extreme)
- Mutiny: Shipmates Revenge! (Dark Alley Media)
- Absolution (Primal)
- Daddies & Pigs 2 (Red Eagle Films)
- Hole Sweet Hole (Raging Stallion Studios)
- ManPlay Xtreme (MX 03) (Titan Media)
- Out of Bounds (Shotgun Video)
- Twisted (Club Inferno)

## Best Specialty Release (18-23)
- Twink Juice (Helix Studios)
- Citi Boyz 37: SkaterBoyz Diaries 2 (Citi Boyz)
- Grad Night Spunk Buddies (High Drive Productions)
- Sammy Case Superstar (PZP Productions)
- Team Training (Ayor Studios)

## Best Specialty Release (Bears)
- Muscle Bear Motel (Butch Bear)
- Bear Party Volume 2 (CyberBears)
- Bear Voyage (Bear Films)
- Beefy Boyz on the Road' (Grey Rose Productions)

## Best Supporting Actor
- Kent Larson - Dangerous Liaisons (Lucas Entertainment)
- Brad Benton - Desperate Husbands (All Worlds Video)
- Blu Kennedy - Alabama Takedown (Titan Media)
- Kyle Lewis - Little Brother's Big Secret (All Worlds Video)
- Spencer Quest - 110° in Tucson (Titan Media)
- Jason Ridge - Wet Palms: Season 1, Episodes 7-9 (Jet Set Productions)
- Chad Savage - Wrong Side of the Tracks (Rascal Video)
- Jacob Slader - Dirty Little Sins (Red Devil Entertainment)
- Enrico Vega - Wet Dreamz of Genie (Liquid Dreamz)
- Justin Wells - Getting It in the End (Jocks Studios)

## Best Threesome
- Cobalt, Stretch, Logan Steele - Cirque Noir (Titan Media)
- Colby Keller, Zack Evans, Luke Montana - Alabama Takedown (Titan Media)
- Pete Ross, Justin Gemini, Timmy Thomas - Beyond Perfect (Buckshot)
- Gus Mattox, Wilfried Knight, J. - Dangerous Liaisons (Lucas Entertainment)
- Granger, Cole, C.J. - Hard Corps 2 (Active Duty)
- Brad Patton, Josh Weston, Joe Sport - Heaven to Hell (Falcon Studios)
- Jed Willcox, Rocky Oliveira, Jean Franko - Manville (Kristen Bjorn/Sarava)
- Jan Fischer, Rafael Carreras, Simon Angel - Master of the House (Rascal)
- Enzo Grimaldi, Nick Piston, Trevor Knight - The Missing (Hot House Video)
- Owen Hawk, Jake Corwin, Rick Gonzales - Mutiny (Dark Alley Media)
- I. Andros, C. Morales, M. Leonn - Passport to Paradise (Raging Stallion)
- Jason Ridge, Collin O'Neal, Christoph Scharff - Skuff 3 (Hot House Video)

## Best Videography
- Hue Wilde - Wrong Side of the Tracks (Rascal Video)
- Richard Board - Mischief (Hot House Video)
- Kristen Bjorn - Manville (Kristen Bjorn Video/Sarava Productions)
- Ross Cannon - Thirst (Adonis Pictures)
- Tony DiMarco - Dangerous Liaisons (Lucas Entertainment)
- Brian Mills - Cirque Noir (Titan Media)
- Max Phillips - Cross Country (Falcon Studios)
- Max Phillips - Beyond Perfect (Buckshot Productions)
- Leonardo Rossi - Love and Lust (Lucas Kazan /Sarava Prod.)
- Ben Leon - Arabesque (Raging Stallion Studios)

## Performer of the Year
- Gus Mattox
- Brad Benton
- Jason Crew
- Owen Hawk
- Johnny Hazzard
- Blu Kennedy
- Nick Piston
- Spencer Quest
- Jason Ridge
- Pete Ross
- Jacob Slader
- Bobby Williams

## Best Picture (Tie)
- Wrong Side of the Tracks (Rascal Video)
- Dangerous Liaisons (Lucas Entertainment)
- Arabesque (Raging Stallion Studios)
- Beyond Perfect (Buckshot Productions)
- Cirque Noir (Titan Media)
- Cross Country (Falcon Studios)
- Decameron (Lucas Kazan Productions)
- Dirty Little Sins (Red Devil Entertainment)
- 110° in Tucson (Titan Media)
- Thirst (Adonis Pictures)

## 2006 GayVN Hall of Fame Inductees
- Jake Andrews
- Michael Brandon
- Randy Cochran
- Brian Mills

## Lifetime Achievement Award
- Rick Ford, Owner of All Worlds Video

## Outstanding Achievement Award
- TLA Entertainment Group/TLA Video